# St. Clairsville (Pennsylvania)
St. Clairsville  è una borough degli Stati Uniti d'America, nella contea di Bedford nello Stato della Pennsylvania. Secondo il censimento del 2000 la popolazione è di 86 abitanti.

## Società

### Evoluzione demografica
La composizione etnica vede una maggioranza della razza bianca (97,67%), dati del 2000.
| borough di St. Clairsville Popolazione |    |
| 2000                                   | 86 |
| Stima al 2009                          | 80 |